# Li Jinhe
Li Jinhe (en chino: 李金河; 22 de mayo de 1964) es un deportista chino que compitió en halterofilia. Participó en los Juegos Olímpicos de Seúl 1988, obteniendo una medalla de bronce en la categoría de 67,5 kg.

## Palmarés internacional
| Juegos Olímpicos | Juegos Olímpicos     | Juegos Olímpicos  | Juegos Olímpicos |
| Año              | Lugar                | Medalla           | Categoría        |
| ---------------- | -------------------- | ----------------- | ---------------- |
| 1988             | Seúl (Corea del Sur) | Medalla de bronce | 67,5 kg          |